# Danylo Figol

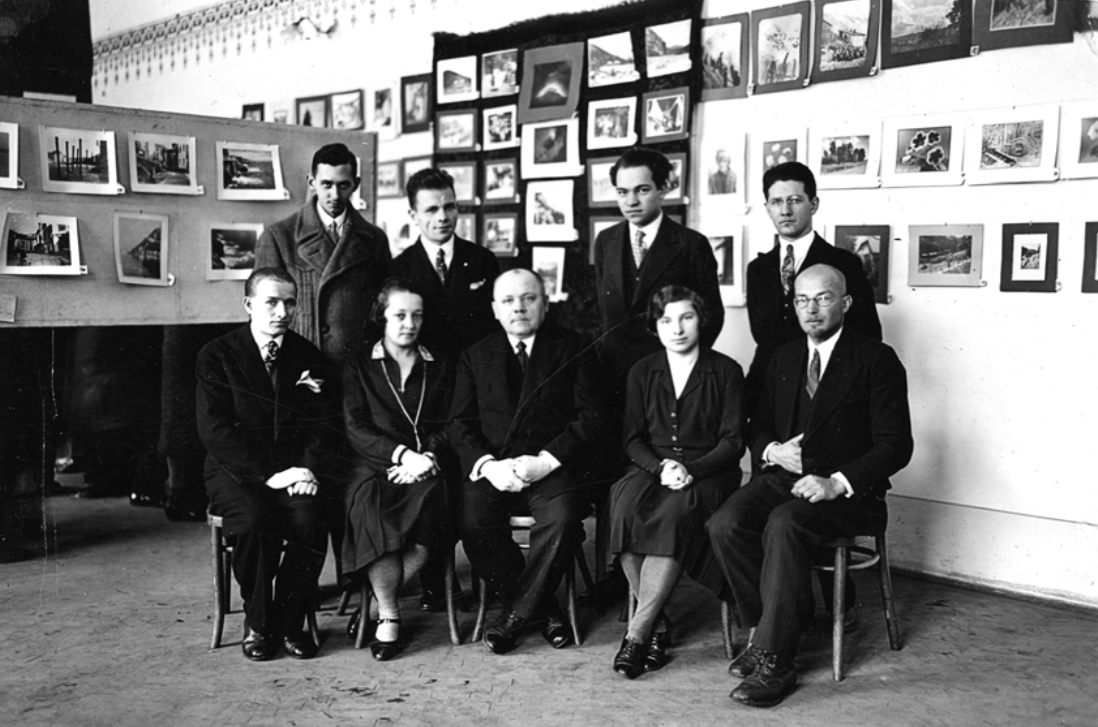
Ukrajinská fotografická společnost, Sedící (zleva doprava): Jaroslav Savka, M. Ganicka, Stepan Dmochovskyj, J. Prociv, Ol. Balickij; stojící: Julian-Jurij Omeljanovyč Doroš, ..., Danylo Figol, B. Skretovyč, 1930

Danylo Figol (1. ledna 1907 Kolomyja – 7. října 1967 Lvov) byl ukrajinský muzeolog, fotograf a etnograf.

## Životopis
Původem z Kolomyie, narodil se jako syn Ivana Figola, jeho bratry jsou Atanas a Vladimír Figoliv. Povoláním je právník.
V letech 1933–1939 pracoval v Ukrajinské fotografické společnosti ve Lvově a jako spolueditor magazínu „Světlo a stín“. Od roku 1940 pracoval jako laboratorní asistent lvovské pobočky Akademie věd SSSR. Od roku 1947 působil jako vědecký pracovník; vedoucí oddělení expozice a kultovní práce (1947–1964) Etnografického muzea Akademie věd SSSR ve Lvově, od roku 1964 hlavní ostraha muzea.
Danylo Figol je autorem četných článků o národopisu, včetně díla O historii života dělníků (Lvov, 1959).
Zemřel ve Lvově 7. října 1967 a je pohřben na Lyčakivském hřbitově (75. pole).